# Quimera de l'or
|  | No s'ha de confondre amb Febre d'or. |

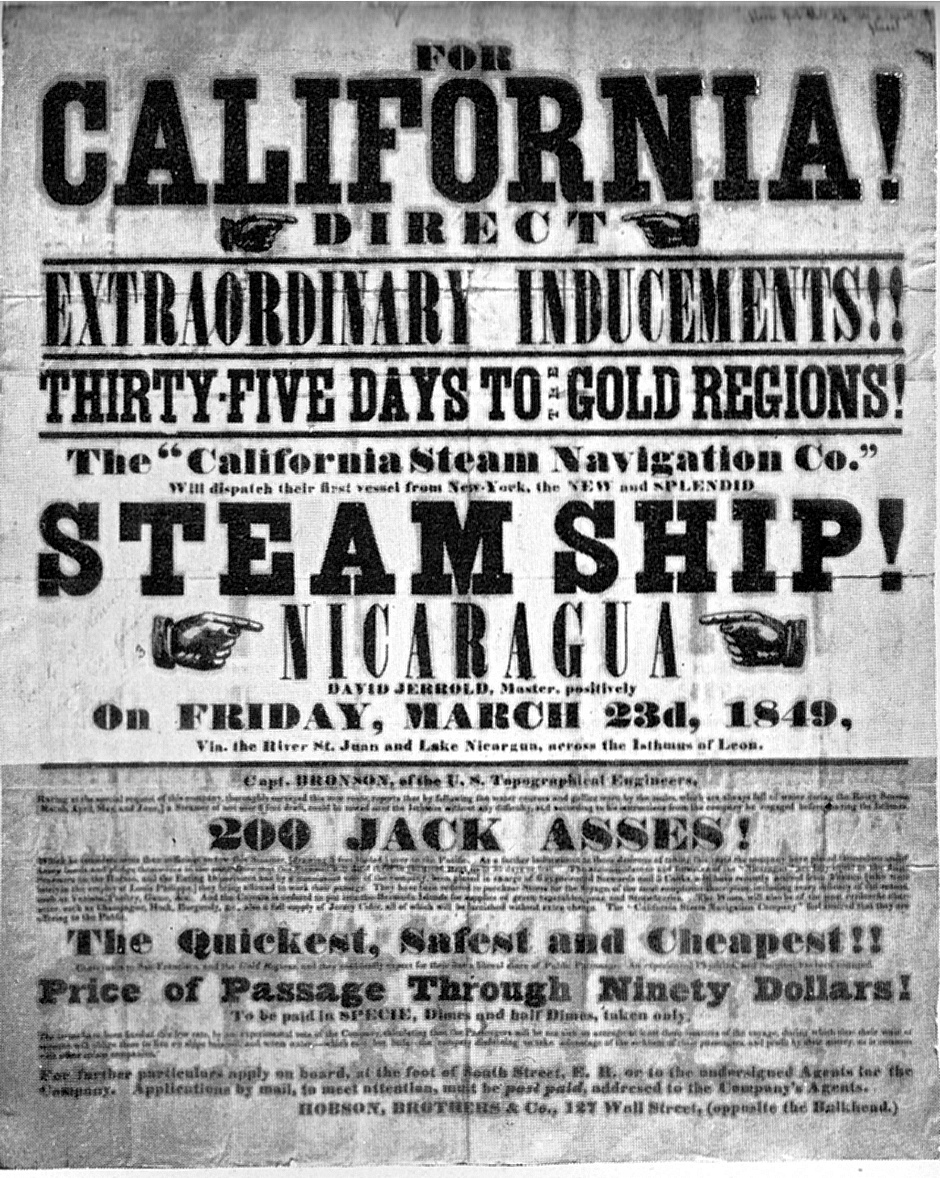
Un cartell durant la febre d'or a Califòrnia.

S'anomena quimera de l'or o febre de l'or a un període de migració de treballadors de forma massiva i precipitada cap a àrees més rústiques, en les quals s'havia produït un descobriment espectacular de mineral d'or. Sol referir-se en especial al que es va produir a Califòrnia el 1849.
Les febres de l'or van constituir un tret de la cultura popular del segle xix. Els factors que van induir molts a abandonar les seves ocupacions i formes de vida convencionals a la recerca de l'or són de variada índole:
- Relatives millores en les xarxes de transport,
- Millores en els mitjans de comunicació, que van contribuir a estendre notícies i rumors,
- Certa insatisfacció social.
- Esperit d'aventura
- Un sistema monetari internacional basat en el patró or.

Curiosament, pocs miners es van fer rics, mentre que els proveïdors d'aquests i altres comerciants van trobar la fortuna gràcies a aquests processos.

## Zones
Zones en què es va donar la febre d'or:
- Sud dels Apalatxes als Estats Units, al nord d'Atlanta i a l'oest de Charlotte, a Geòrgia a la fi dels anys trenta del segle xix i a Carolina del Nord al voltant de 1848.
- Febre de l'or de Califòrnia (1848).
- Febre de l'Or de Colorado cap a final de la dècada dels anys cinquanta del segle xix.
- Febre de l'or a Austràlia (1851).
- Febre de l'or del canó del Fraser (1858).
- Febre de l'or de Pike's Peak (1848-1861).
- Nord de Nevada des de 1850.
- Otago, Nova Zelanda des de 1861.
- Est d'Oregon anys 60 i 70 del segle xix.
- Montana des de 1863.
- Terra del Foc, Argentina i Xile (1883).
- Transvaal (Sud-àfrica), el 1886. L'arribada de miners va ser un dels factors que van alimentar la Guerra dels Boers.
- Febre de l'or de Klondike, a Yukon, Canadà (1896).
- Alaska (1898).